# 山の神古墳 (福山市)
山の神古墳（やまのかみこふん）は、広島県福山市駅家町（えきやちょう）法成寺（ほうじょうじ）にある古墳。形状は円墳（一説に前方後円墳）。広島県指定史跡に指定されている。

## 概要
広島県東部、神辺平野北縁の丘陵先端部に築造された古墳である。現在は墳丘が大きく崩れている。
墳形は円形（一説に前方後円形）で、直径12メートル・高さ4メートルを測る。埋葬施設は片袖式の横穴式石室で、南方向に開口する。平面形が方形かつ天井部が高く、古式の石室として注目される。石室内からは副葬品として、金銅製丸玉・金銅製馬具・須恵器・土師器などが出土している。築造時期は古墳時代後期の6世紀中葉頃と推定される。
古墳域は1948年（昭和23年）に広島県指定史跡に指定されている。

## 埋葬施設

石室俯瞰図

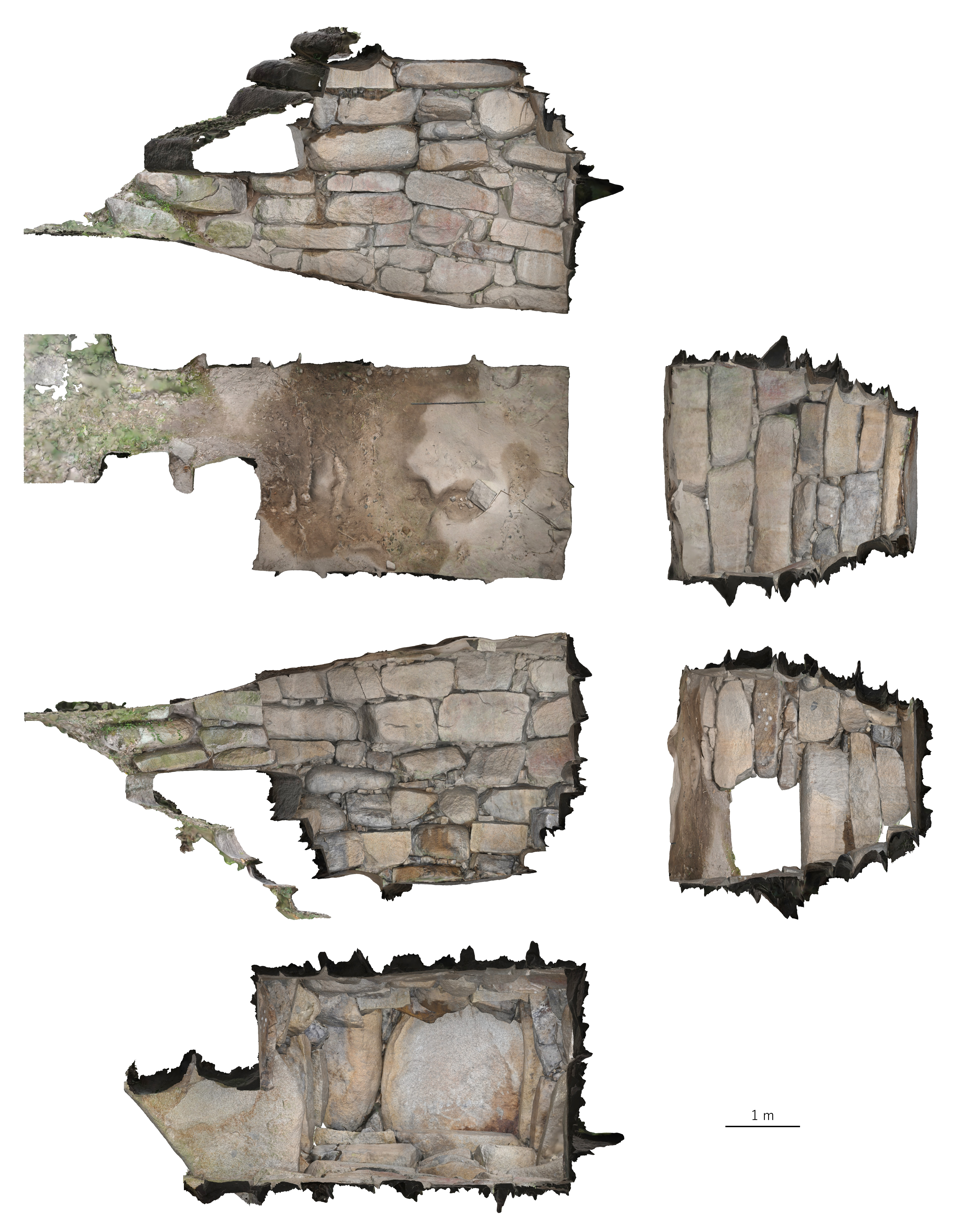
石室展開図

埋葬施設としては片袖式横穴式石室が構築されている。石室の規模は次の通り。
- 石室全長：6.35メートル
- 玄室：長さ4.1メートル、幅2.9メートル、高さ3.3メートル
- 羨道：長さ2.25メートル、幅1.26メートル、高さ1.25メートル

石室は側壁を持ち送り、天井部（天井石2枚）をアーチ状に形成する。

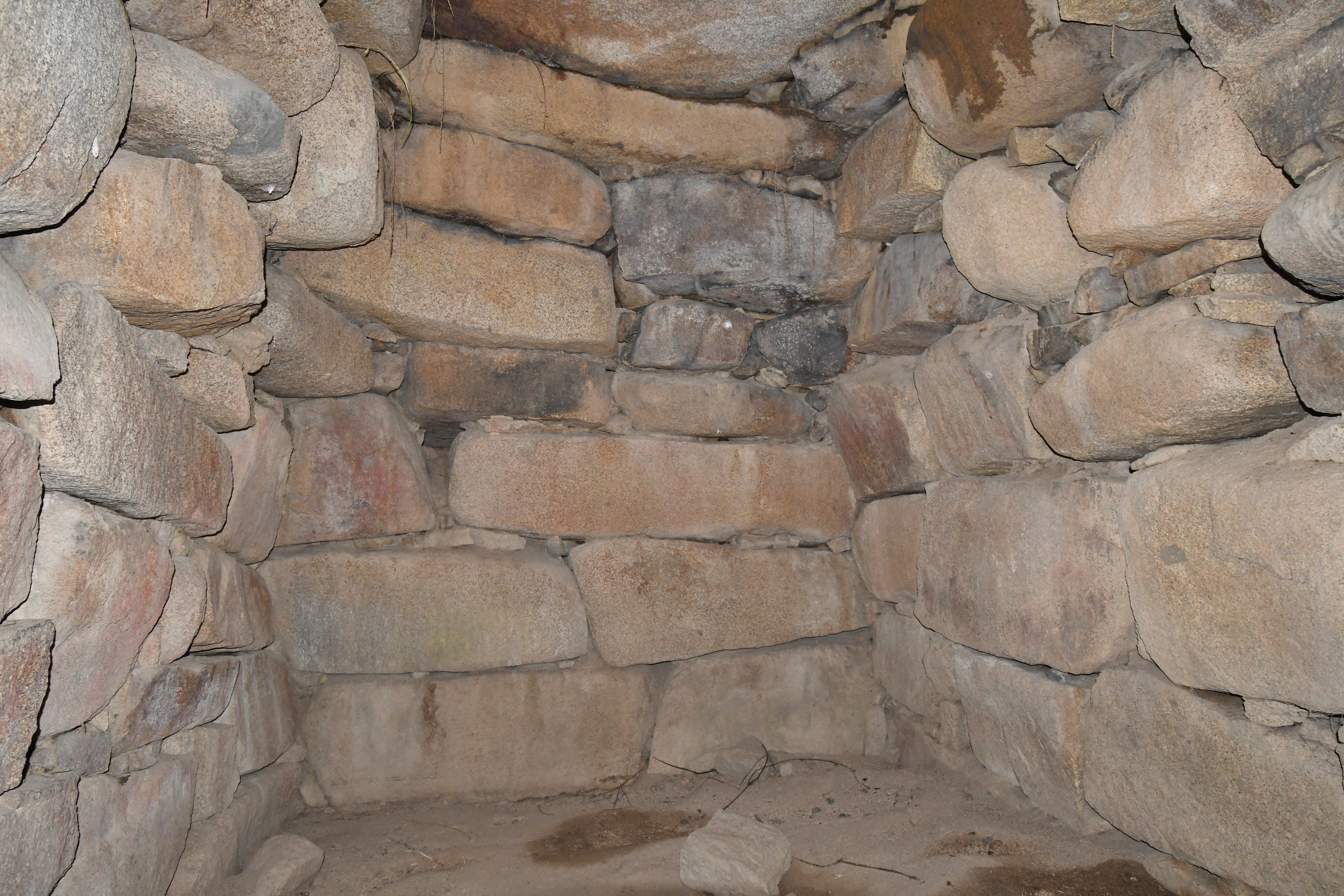
玄室（奥壁方向）
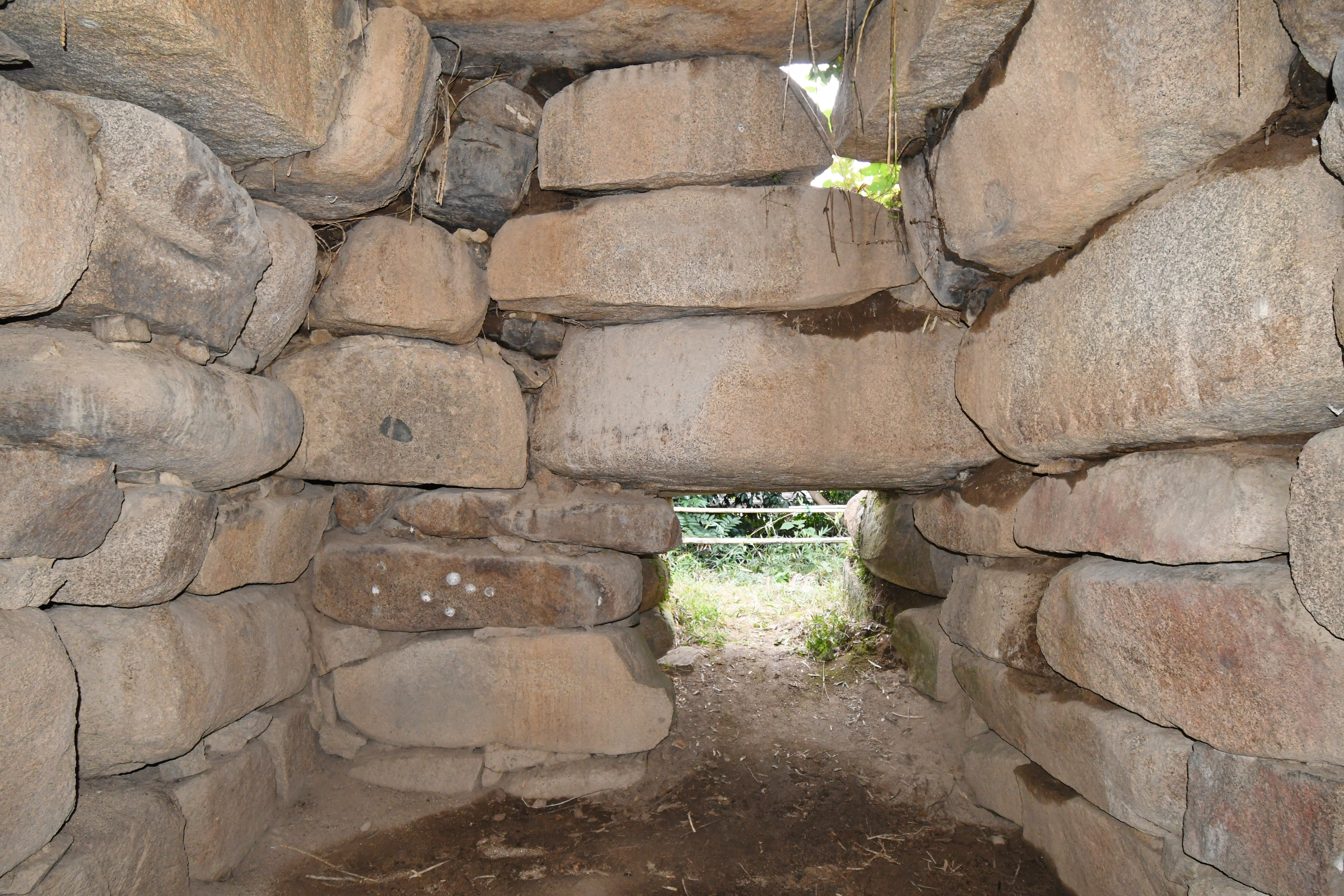
玄室（開口部方向）
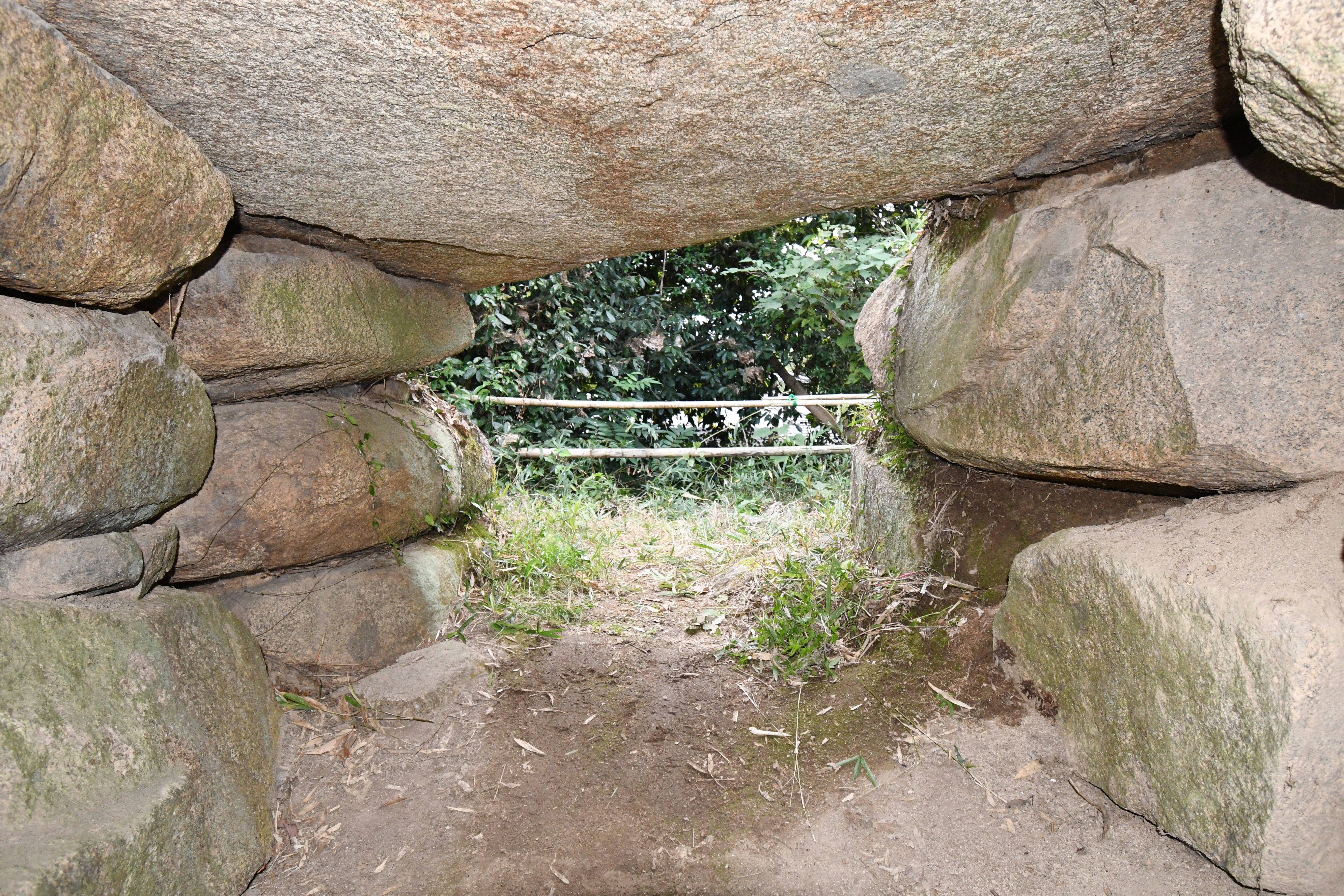
羨道（開口部方向）
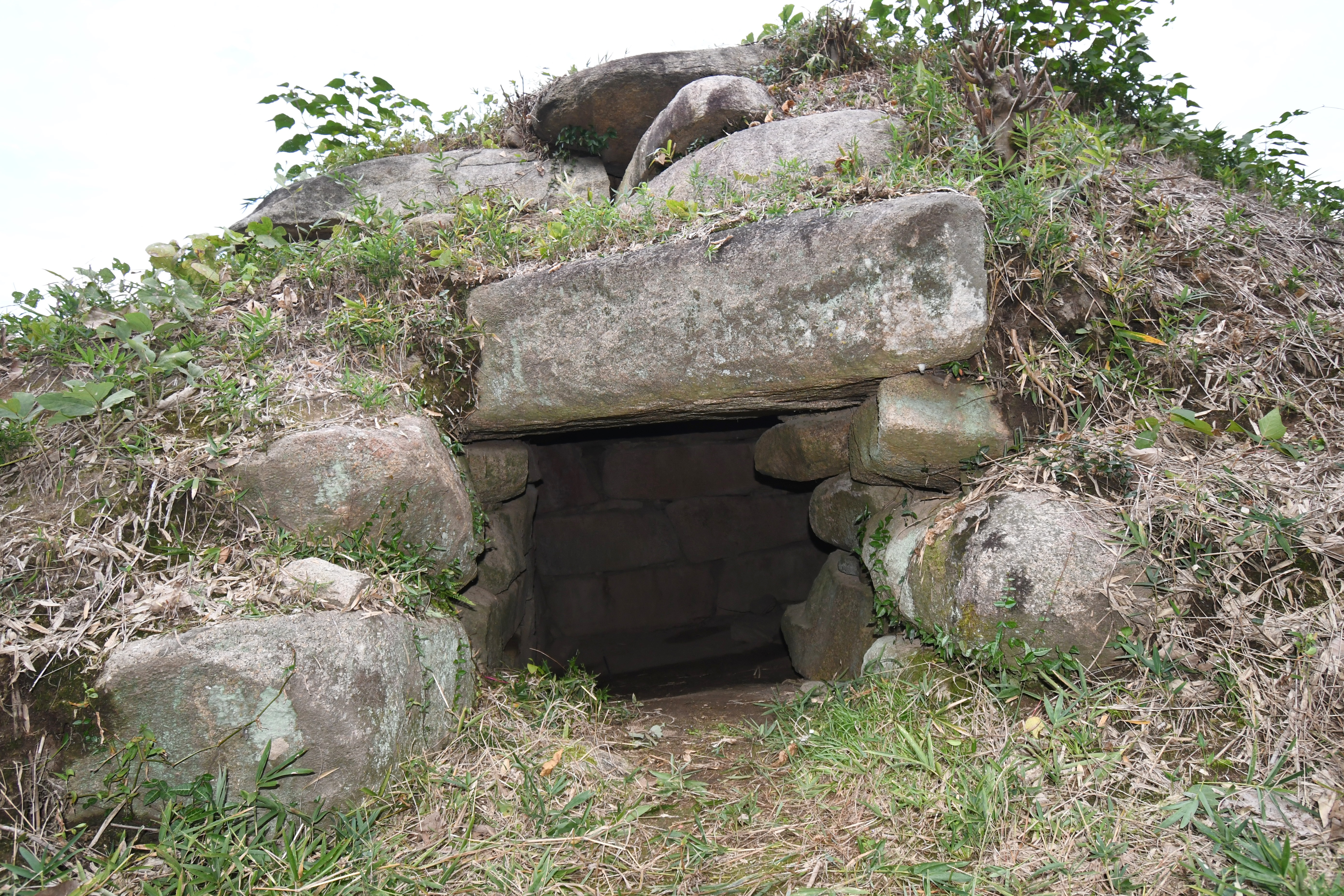
開口部

## 出土品

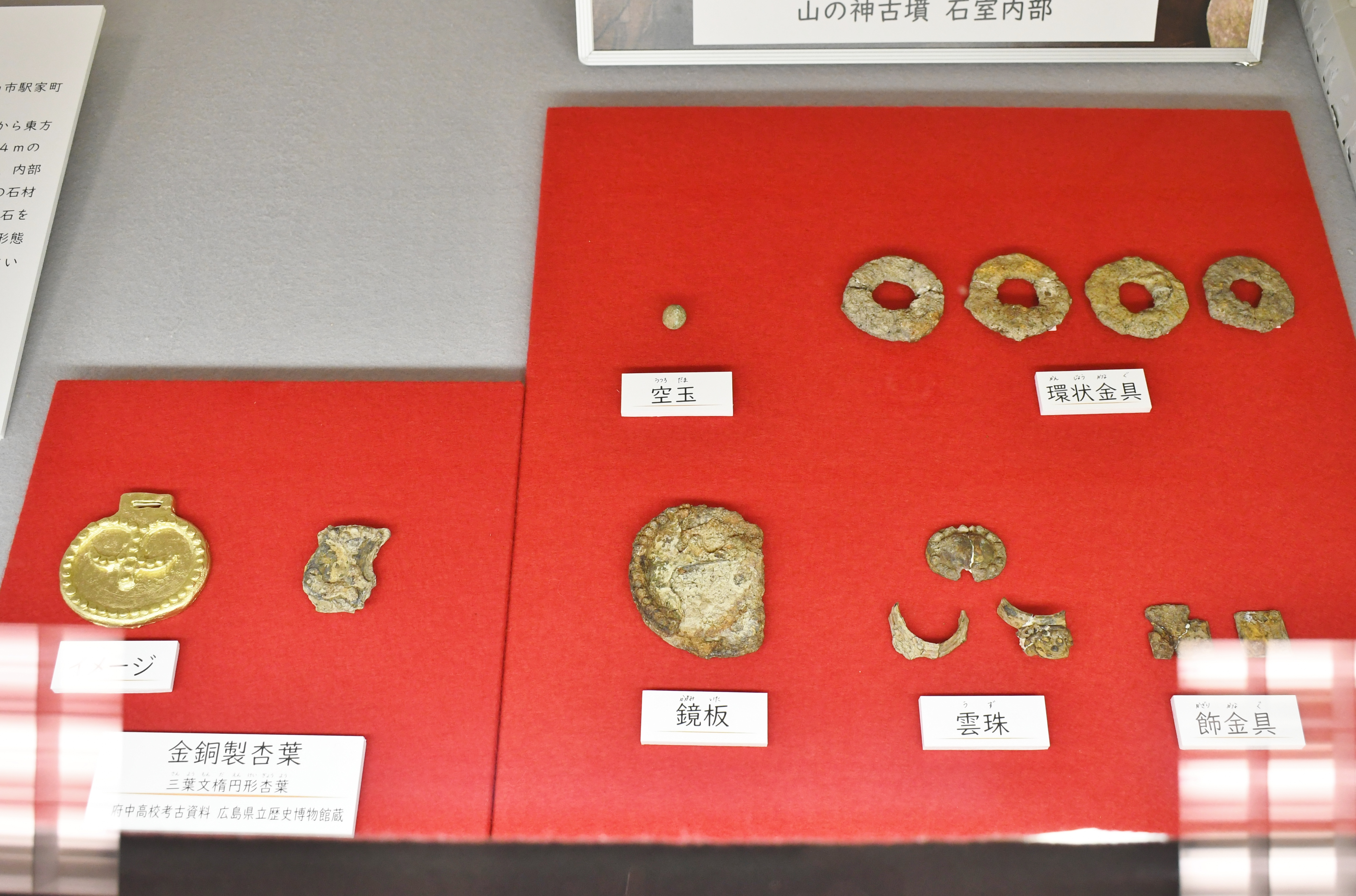
出土品みよし風土記の丘ミュージアム（広島県立歴史民俗資料館）企画展示時に撮影。

石室内から出土した副葬品は次の通り。
- 装身具
  - 金銅製丸玉 2
- 農工具
  - 鉄斧 1
  - 鉄針
- 馬具
  - 金銅製杏葉および鉄地金張り鏡板 2
  - 方形飾金具
- 須恵器
- 土師器

## 文化財

### 広島県指定文化財
- 史跡
  - 山の神古墳 - 1948年（昭和23年）9月17日指定、1949年（昭和24年）8月2日に指定名称変更[4]。